# Gnama Akaté
Gnama Akaté (ur. 25 stycznia 1991 w Défalé) – togijski piłkarz grający na pozycji środkowego pomocnika. Od 2023 roku jest zawodnikiem klubu Amanat Bagdad.

## Kariera klubowa
Swoją karierę piłkarską Akaté rozpoczął w klubie US Masséda. W sezonie 2006/2007 zadebiutował w jego barwach w pierwszej lidze togijskiej. W debiutanckim sezonie wywalczył wicemistrzostwo Togo. W 2009 roku grał w AS Douanes Lomé, a w sezonie 2010/2011 był piłkarzem benińskiego Tonnerre d’Abomey FC. W sezonie 2011/2012 był zawodnikiem katarskiego El Jaish SC, z którym został wicemistrzem Kataru. W latach 2013–2014 występował w Dynamic Togolais, a w 2015 roku w OC Agaza. W latach 2016–2018 grał w libańskim Al-Nabi Shayth SC. W sezonie 2018/2019 występował w AS Togo-Port, a w sezonie 2019/2020 w malediwskim Victory SC. W 2021 roku przeszedł do ASKO Kara. W sezonach 2021 i 2021/2022 został z nim mistrzem kraju. W 2022 roku wyjechał do Iraku. Najpierw grał w Al-Naft SC, a w sezonie 2022/2023 w Al-Hedood FC. W 2023 przeszedł do Amanatu Bagdad.

## Kariera reprezentacyjna
W reprezentacji Togo Akaté zadebiutował 17 października 2015 roku w przegranym 0:2 meczu Mistrzostw Narodów Afryki 2016 z Nigrem, rozegranym w Niamey.